# 施昕更
施昕更（1912年8月2日—1939年5月29日），原名兴根，后因原名太俗气而先后改名鑫赓、昕更，生於浙江省杭县良渚镇，地质矿物学家、考古学家。是良渚遗址最早的科考发掘者，也是良渚文化的研究者。

## 生平

### 早年
1912年8月2日（农历六月二十），出生于浙江省杭县（今余杭区）良渚镇。父亲施甫才原为南货店店员，母亲骆兰英是农家妇女。施昕更出生时，家中因官司拖累而家道中落。
1918年，施昕更进入镇上的县立良渚中心小学读书。1924年小学毕业后，由于家境贫困，本不再读书，后因校长多次上门劝说，父母才借钱供他继续学习，于杭州城内的浙江省立第一中学校初中部就读。1927年初中毕业后，进入第三中山大学工学院附设高级工科职业学校艺徒班纹工组，学习丝织品图案设计，半工半读。在校期间，曾向当时在工学院任教的常书鸿学习绘画。1928年，因家贫辍学。:66,75,77

### 西博会和西博馆

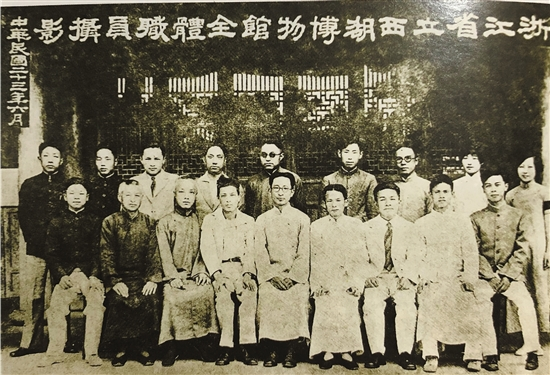
1934年6月西湖博物馆全体职员合影，后排左三为施昕更

1929年，西湖博览会在杭州举行，是当时中国一大盛事。施昕更经老师推荐，成为西博会艺术馆甲部的管理员，负责管理展品、讲解展览、解答观众提问。由此，他大量接触珍贵的艺术品和文物，广泛阅读与此相关的书籍，又求教于艺术馆馆长林风眠、甲部总干事李朴园等人，收获颇多。:96
西湖博览会于1929年10月闭幕，随后省政府决定设立浙江省立西湖博物馆，以保存西博会展品，供今后参观和研究。1930年，施昕更至西湖博物馆自然科学部地质矿产组工作，担任助理，负责地质调查、矿物采集，以及整理、记录、绘图和陈列。1931年，首次随地质矿产组主任盛莘夫赴野外采集标本。1932年起开始独立采集标本。1934年，代表西湖博物馆赴天津参加全国矿冶地质联合展览会。至1937年侵华日军进犯浙江前，施昕更的地质考察足迹遍布省内各地，在《浙江省立西湖博物馆馆刊》上发表多篇地质学、矿物学论文，并于1937年编著《浙江矿产志》（未出版），论述省内矿产分布。:123,129,141,172:13

### 良渚和《良渚》

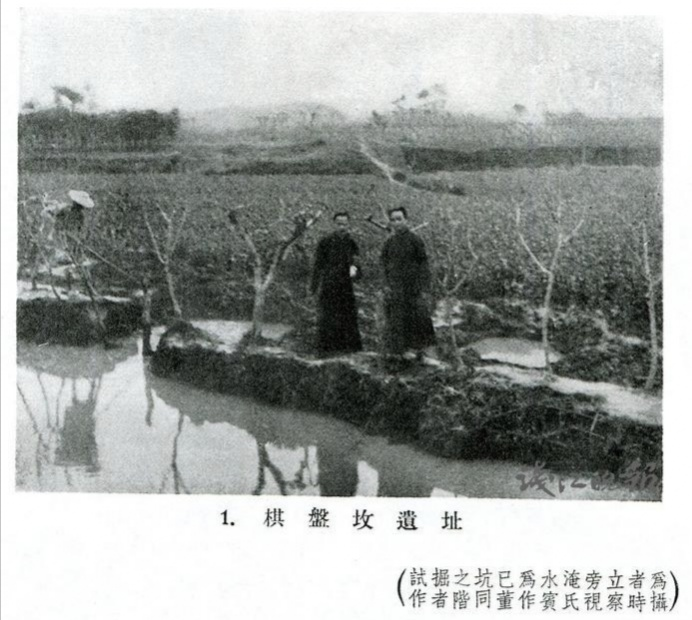
施昕更同董作宾在棋盘坟遗址

1936年，南京古物保存所所长卫聚贤见到几件石器，从古玩商人处得知其是在杭州古荡老和山一带建造公墓时出土的，于是与西湖博物馆联络，于5月31日合作试掘古荡遗址，希图证实长江三角洲一带存在新石器时代文化。这是长江三角洲地区第一次现代意义上的考古发掘活动。:319施昕更之前从未有过考古经验，此次则受馆方命令参与其中。因注意到挖掘中所搜集的一些石器似乎是“在我故乡已经司空见惯的东西”，次日就回到良渚一带寻找新石器时代遗址的线索。:219-2207月进行第二次调查，大致确认遗址的分布。11月进行第三次调查，11月3日在良渚镇附近棋盘坟一个池底发现两件黑色有光陶片。在阅读中国第一部田野考古发掘报告《城子崖》之后，意识到良渚遗物与山东城子崖出土的黑陶之间的关系。:5
在发现良渚黑陶文化遗址后，施昕更用近半年时间的时间专注于此课题。在获得正式采掘许可之前，率先于1936年12月1日至10日，12月26日至30日，1937年3月8日至20日，进行了三次小规模的试掘。前两次均试掘棋盘坟，第三次则试掘了良渚的五个地方，长命桥（今属瓶窑）的两个地方。4月，完成《良渚：杭县第二区黑陶文化遗址初步报告》一书。该书的初稿得到期间得到中央研究院历史语言研究所诸多学者的指导，董作宾、梁思永亦于4月来杭，在施昕更偕同下至良渚实地考察。:8-10,3同月，《杭县第二区远古文化遗址试掘简录》在上海《时事新报·古代文化》上发表。:207
《良渚》最初在杭州印刷。不久后日军全面侵华，继而淞沪会战爆发，笕桥空战在杭州开打，西湖博物馆遂向浙江中南部内迁，施昕更则回到老家良渚，处理《良渚》的印刷事宜。12月24日，杭州沦陷。施昕更告别妻儿，只身赶赴兰溪，与西湖博物馆同仁汇合，之前的字版和图版都滞留在杭州，只带出一部旧稿。在馆长董聿茂鼓励下，施昕更重新整理旧稿，由董聿茂递送给同样流亡中的浙江省教育厅，申请得到出版经费。施昕更的同事、好友鍾國儀携稿件从温州坐船赴上海租界。1938年8月，《良渚》由上海中国科学公司出版。
此前，瑞典地质学家安特生曾基于文化传播论和考古发掘出的仰韶文化彩陶，提出“中国文明西来说”，引发学界争论。此外，吴越史地研究会总干事卫聚贤与西湖博物馆历史文化部主任胡行之（两人都为《良渚》的校阅者）则就“浙江有无新石器时代文化”进行论争。《良渚》在前一个问题上，通过西方没有的黑陶，与城子崖黑陶一道确证了中国文明的独立性；在后一个问题上，证明浙江有新石器时代文化。不过，受到文化传播论影响，《良渚》认为良渚与城子崖同属龙山文化。:41-45:408-409

### 参加救国运动及去世
西湖博物馆内迁后，经费大幅缩水，几近解散。施昕更希望去中央考古所工作，董聿茂为其联络，但因学历太低未果。董聿茂又介绍他去瑞安（今屬温州市）工作。至迟于1938年8月赴瑞安，此后不久于县抗日自卫会担任秘书。次年5月29日，因患猩红热并发腹膜炎，在县立第二医院病逝，享年28岁。

## 家庭
施昕更于1930年与傅爱乐结婚，育有三子，依次取名为忆良、建良、建安。“忆良”意即忆念良渚，“建良”意即建设良渚，“建安”意即建设安溪（良渚附近市镇，傅爱乐之故乡）。二、三子均夭折。傅爱乐于施昕更去世后两年逝世。1949年后，盛莘夫特地去良渚寻访施忆良，又与董聿茂联络，施忆良遂于1951年进入浙江省博物馆（原西湖博物馆），后在反右运动中下放至林场。孙子施时英在良渚遗址管理所工作。:231:172,288

## 评价
在施昕更之前，卫聚贤、陈志良都在各地发现了良渚文化，何天行则发现了良渚遗址。:407施昕更是最早对良渚遗址进行科学发掘的第一人。:219他的考古发现获誉为良渚文化研究最初阶段“收获最大、学术价值最高者”:6，《良渚》一书获誉为“东南沿海地区考古工作的奠基工作”:25，他本人获誉为“良渚文化探索先驱的杰出代表”:406。

## 注解
1. ↑  董聿茂原文如此。可能指的是中央研究院历史语言研究所考古组。
2. ↑  慎微之亦很早在钱山漾发现了新石器时代文化遗存，过去长期被视为良渚文化。2014年，“钱山漾文化”正式获得命名，被确认为一种不同于良渚文化的文化类型。[14]